# Cleddau River
Der Cleddau River ist ein Fluss in der Region Southland auf der Südinsel Neuseelands. Er entspringt in den Neuseeländischen Alpen und mündet in den Milford Sound, einen Meeresarm der Tasmansee.

## Geographie
Der Fluss entsteht durch den Zusammenfluss der beiden Flüsse Cleddau River South Branch und Cleddau River West Branch. Ersterer entspringt nahe dem Homer Tunnel in den Darran Mountains, wo die Cleddau Valley Vistas Waterfalls hinabstürzen, die eine Fallhöhe von bis zu 100 m aufweisen. Die Wassermenge hängt dabei stark von den Regenfällen und der Schneeschmelze ab. Nach circa 6 km vereint sich der South Branch nahe The Chasm mit dem West Branch, der an der Nordflanke zwischen dem 1865 m hohen Access Peak und dem 1881 m hohen Mount Ada in den Sheerdown Hills der Wick Mountains entspringt. Dieser nimmt unterwegs den Cleddau River North Branch auf, dessen Quelle am 1878 m hohen Sheerdown Peak liegt.
Nach der Vereinigung der Quellflüsse fließt der Cleddau River weiter nach Norden. Wenige Kilometer vor dem kleinen Ort Milford Sound trifft er auf den Tūtoko River, knickt nach Westen ab und mündet in das Deepwater Basin des Milford Sound, wo auch der Lake Ada über den Arthur River entwässert. Entlang des Flusses verläuft der New Zealand State Highway 94, der den Milford Sound über das Eglinton Valley mit Te Anau und Queenstown verbindet.

## Geschichte
Benannt nach dem Cleddau River in Wales, entweder 1809 durch John Grono oder 1850 durch John Lort Stokes. Bei den Māori trägt der Fluss den Namen Waipāteke oder auch Awa-piopiotahi.

## The Chasm
The Chasm ist ein Bereich, wo der Fluss stufenweise bis zu 10 m fällt. Das Wasser und mitgeführte Kiesel haben das vorhandene Gestein ähnlich einer Gletschermühle partial ausgewaschen, sodass geschwungene und löchrige Strukturen entstanden.
Das Department of Conservation pflegt einen barrierefreien Weg, der nach 400 m vom zugehörigen Parkplatz aus zu zwei Brücken über den Cleddau River und The Chasm führt. Der Parkplatz liegt direkt am State Highway 94, sodass viele Touristen auf dem Weg zum Milford Sound einen kurzen Abstecher machen.

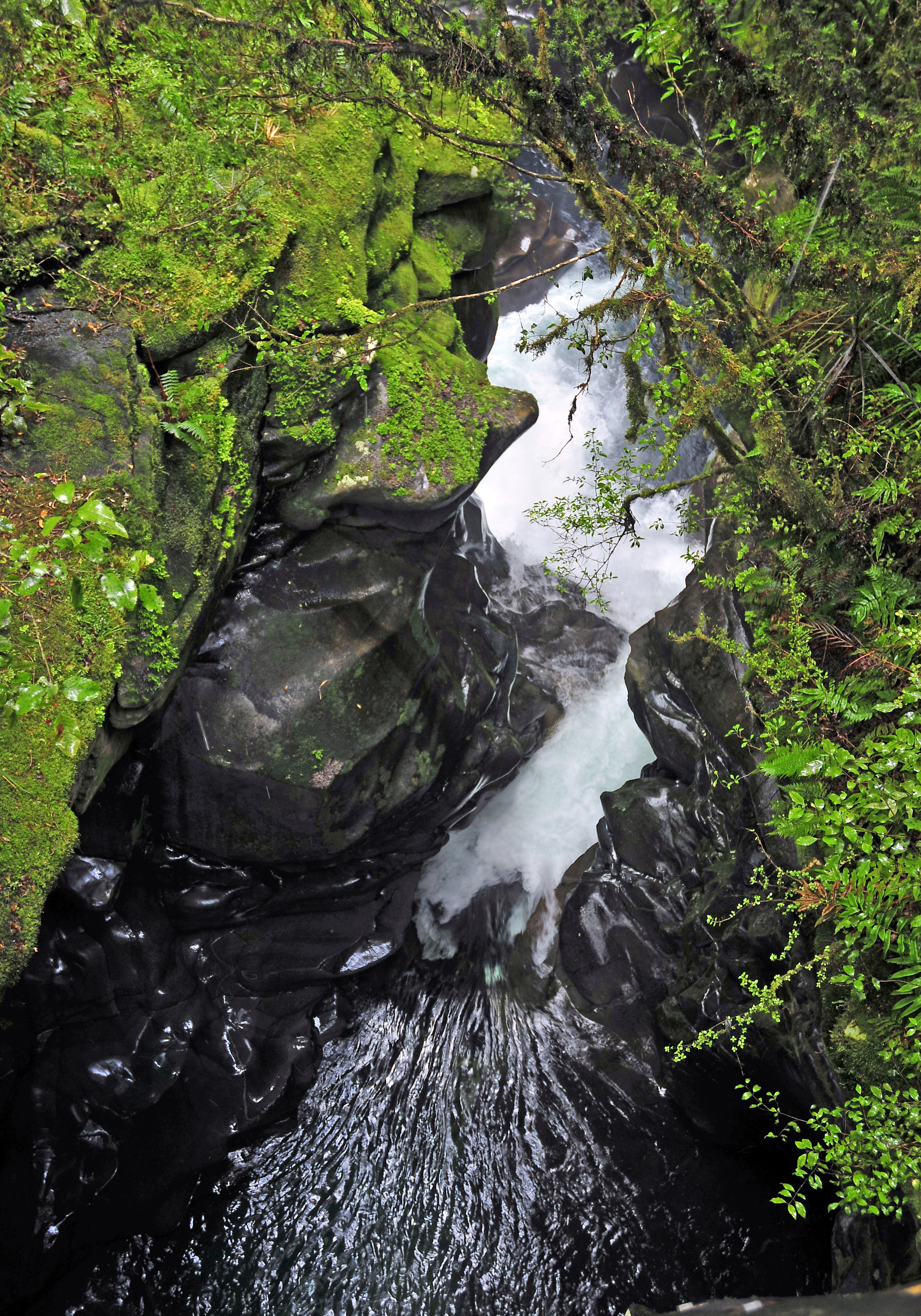
Blick auf eine Verengung des Cleddau River bei The Chasm
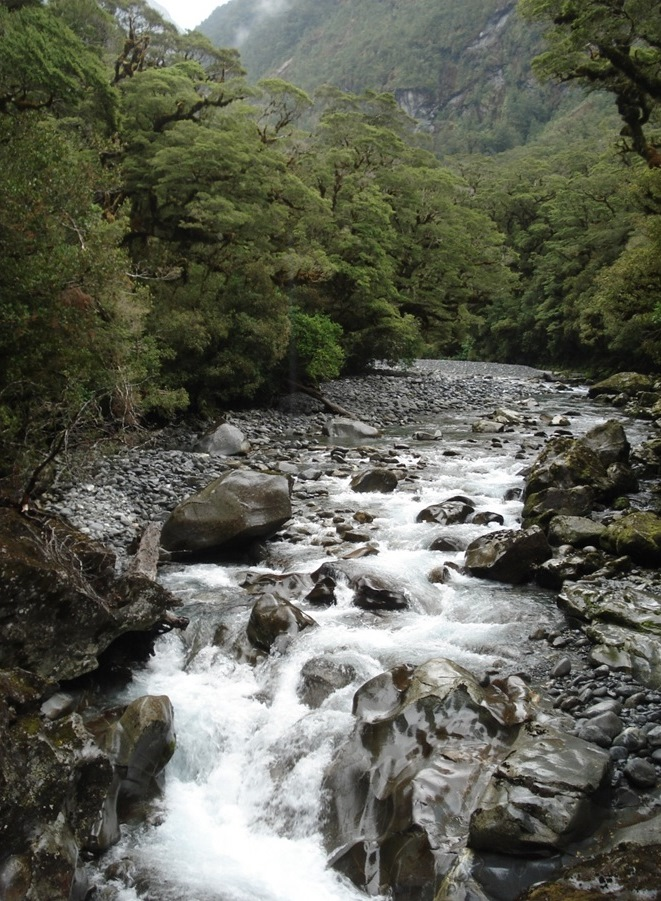
Der Cleddau River direkt vor "The Chasm"